# Рууса

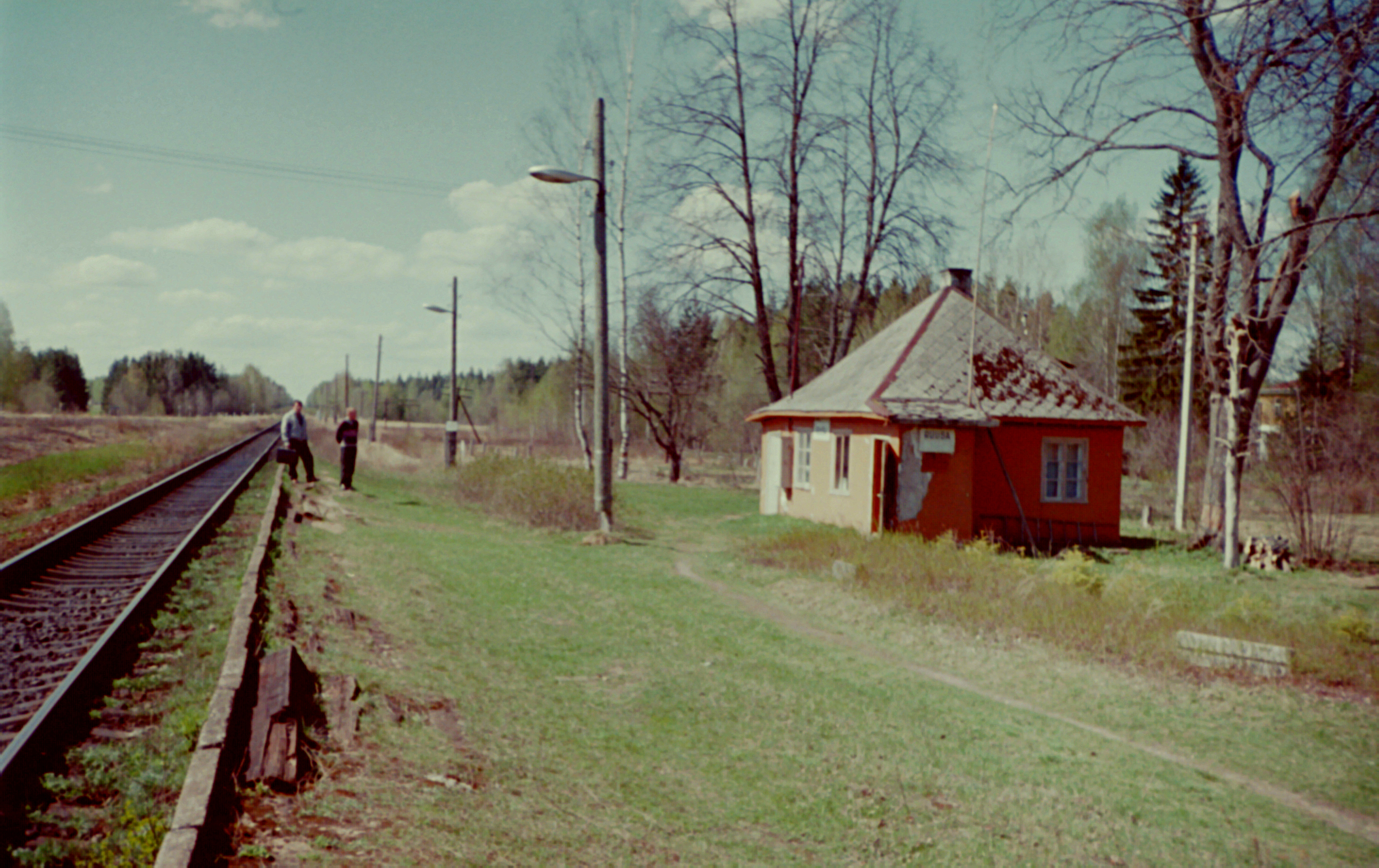
Здание у вокзала, 1996

Рууса (эст. Ruusa) — деревня в волости Ряпина уезда Пылвамаа, Эстония.
Население составляет 217 человек.

## География
Деревня расположена в 210 км к юго-востоку от Таллина на высоте 46 метров над уровнем моря.
Ближайший крупный поселок — Ряпина, в 11,4 км к северо-востоку от деревни.
В окрестностях Рууса в основном смешанный лес.
Среднегодовая температура в районе составляет 2 °С. Самый теплый месяц — июль (средняя температура 18°С), самый холодный — февраль (средняя температура —1°С).

## История
Впервые упоминается в 1625 году под названием Круза, сначала как поместье, а в начале XVII века как деревня. Поместье было присоединено к Ряпина в середине XVIII века.
В начале XIX века Рууса снова стала отдельным поместьем, но административный центр был перенесен в Тооламаа.
В 1977 году деревня официально получила статус села.